# La Féclaz

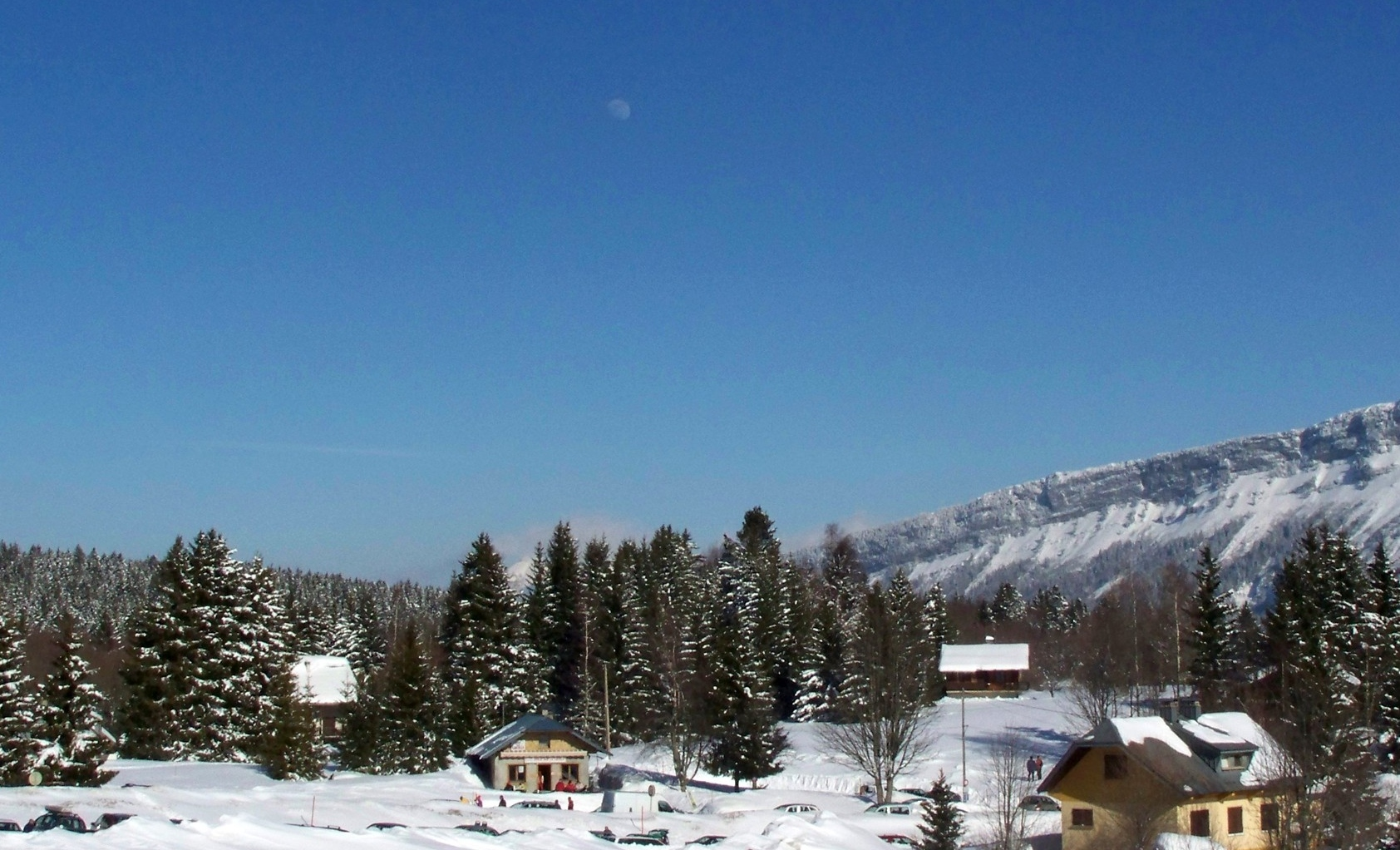

La Féclaz è una stazione sciistica francese che si estende sulle Prealpi dei Bauges, nel comune di Les Déserts in Savoia. Attrezzata con 11 piste di sci alpino, 140 km di piste di sci di fondo e 5 impianti di risalita, sorge a 1350 m s.l.m. La stazione ha ospitato una tappa della Coppa del Mondo di sci di fondo 1989.